# Юсте
Ю́сте (исп. Yuste) — старинный католический монастырь, расположенный в километре от посёлка Куакос-де-Юсте, провинция Касерес, Испания. Монастырь основан орденом иеронимитов в 1408 году, в 2011 году закрыт, двумя годами позже возрождён как обитель ордена паулинов. Известен как место, где провёл последние полтора года жизни и скончался император Карл V. Монастырь включён в списки испанского и европейского культурного наследия.

## История

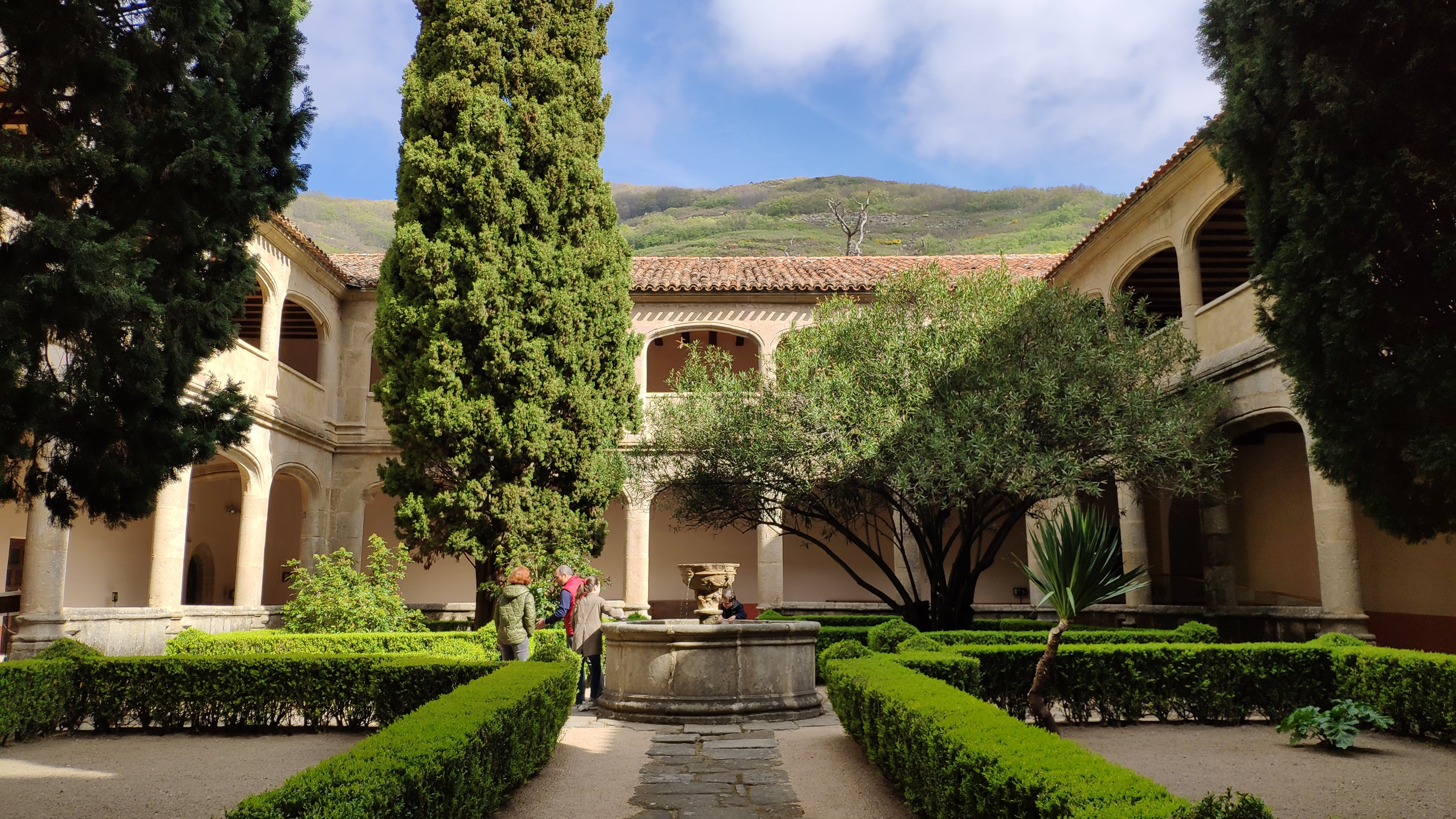
Готический клуатр

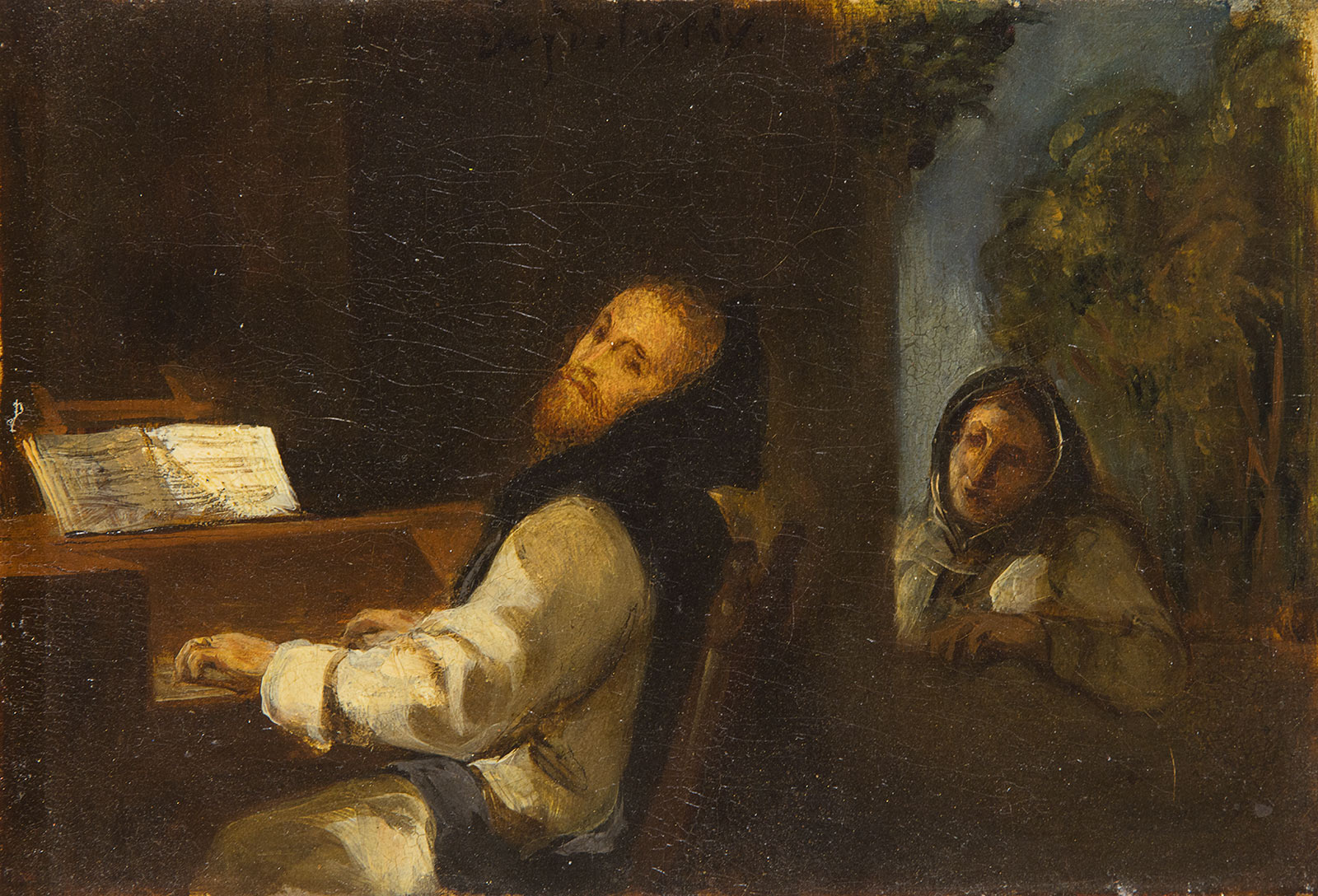
Эжен Делакруа. Карл V в монастыре Юсте

Монастырь основан иеронимитами в 1408 году под покровительством регента дона Фернандо, брата Энрике III.
В XV веке был построен готический клуатр с окружающими его галереями. В начале XVI века была возведена монастырская церковь (1508—1525) и второй клуатр, в стиле ренессанс.
В 1554—1555 годах Гаспар де Вега построил в монастыре королевскую резиденцию, предназначенную для императора Карла V. После своего отречения от престола император удалился в Юсте, куда прибыл 3 февраля 1557 года, и где провёл около полутора лет вплоть до смерти, которая наступила 21 сентября 1558 года. Император завещал похоронить себя в церкви Юсте, однако его сын Филипп II повелел перенести останки отца в Эскориал.
Монастырь оставался действующей обителью иеронимитов до 1836 года, когда в ходе дезамортизации, то есть конфискации церковного имущества, предпринятой министром Мендисабалем, монашеская община покинула аббатство. Здания монастыря постепенно приходили в упадок, пока в 1857 их не выкупил маркиз де Мирабель, который на свои средства отремонтировал церковь и здания монастыря.

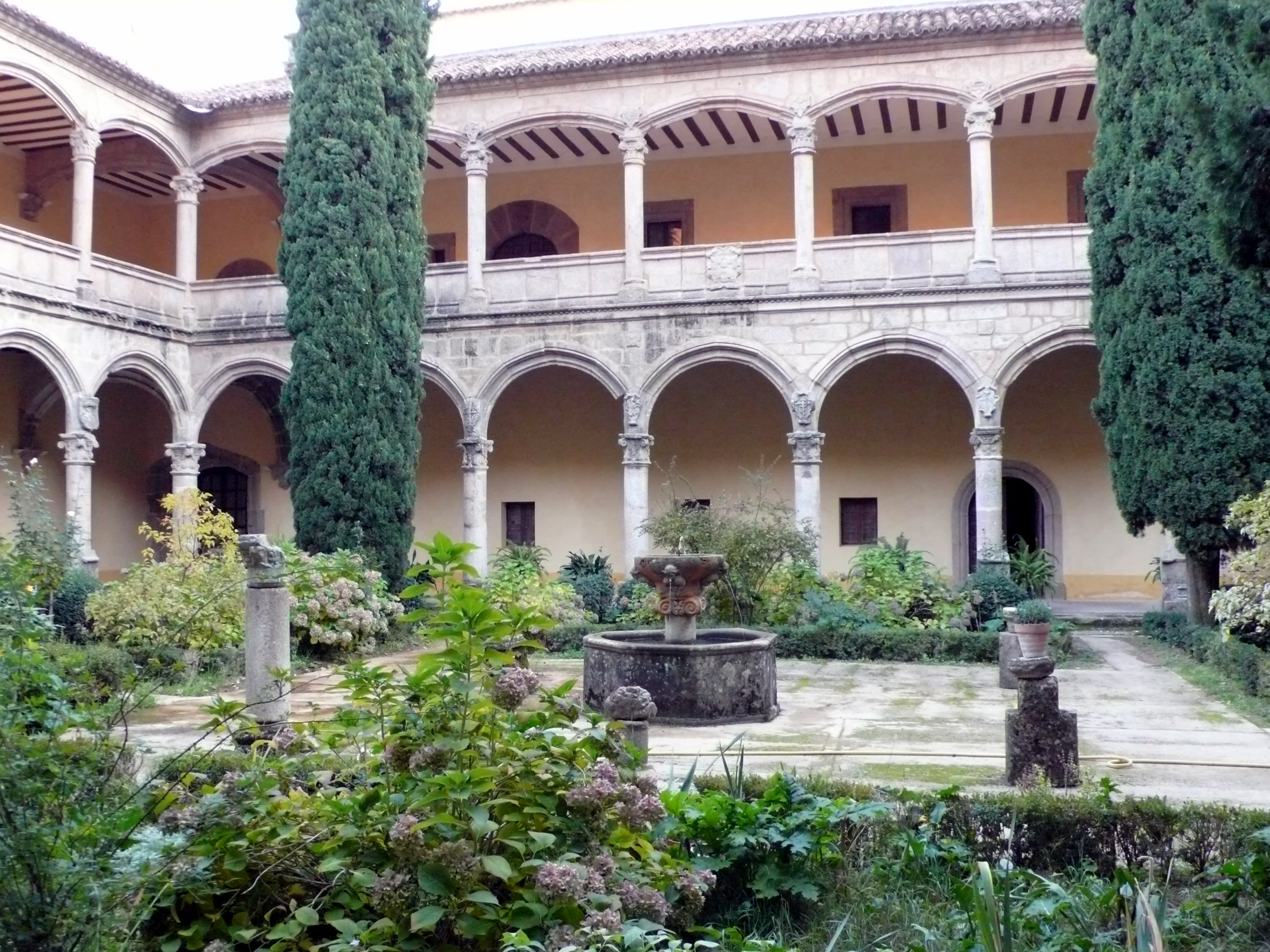
Ренессансный клуатр

В 1931 году Юсте был объявлен историческим памятником. Во время Гражданской войны здания монастыря сильно пострадали от боевых действий, по окончании войны были переданы государству, вплоть до 1958 года шла реставрация. По её окончании в 1958 году государство передало монастырь возрождённой общине иеронимитов, которые вернулись в Юсте после 120-летнего перерыва.
В 2004 году монастырь Юсте был признан национальным культурным наследием, а в 2007 году монастырь получил статус памятника европейского наследия. Тем не менее общий упадок ордена иеронимитов привёл к тому, что в начале XXI века у них осталось только два монастыря, Юсте и Эль-Парраль в Сеговии, а общее число монахов в обоих монастырях в 2002 году составляло только 20 человек. В 2011 году монахов осталось только 11, после чего было принято решение объединить их в одну общину в Эль-Паралле.
Два года монахов в Юсте не было, он функционировал только в качестве музея, однако в 2013 году по соглашению между епископом Пласенсии и орденом паулинов в Юсте прибыли два польских монаха этого ордена из Ясной Горы, которые с тех обитают в монастыре и проводят богослужения в церкви. Параллельно Юсте работает как музей, в 2012 году его посетили 78 тысяч туристов.

## Архитектура

Резиденция Карла V

Архитектурный ансамбль монастыря Юсте состоит из двух частей, собственно монастыря и императорской резиденции. Монастырь состоит из церкви, готического клуатра и ренессансного клуатра, все постройки относятся к XV—XVI векам. Монастырская церковь однонефная, заканчивается многоугольной апсидой.
Интерьер резиденции императора выполнен в подчёркнуто простой и скромной манере, с минимумом декора. Состоит из нескольких комнат: спальни, столовой, прихожей и залы. Спальня императора имела прямой проход в церковь, а часть окон выходила на сад с прудом.